# Dylan van Baarle
Dylan van Baarle (Voorburg, Holanda del Sud, 21 de maig de 1992) és un ciclista neerlandès, professional des del 2012. Actualment corre a l'equip Team Jumbo-Visma.
En el seu palmarès destaca la Volta a la Gran Bretanya de 2014, el campionat nacional en contrarellotge de 2018, l'A través de Flandes de 2021 i la París-Roubaix 2022.

## Palmarès en ruta
- 2009
  - Vencedor d'una etapa als Tres dies d'Axel
  - Vencedor d'una etapa al Trofeu Karlsberg
- 2010
  - Vencedor d'una etapa als Tres dies d'Axel
- 2012
  - 1r al Memorial Arno Wallaard
  - 1r a l'Olympia's Tour i vencedor d'una etapa
  - Vencedor d'una etapa al Triptyque des Monts et Châteaux
  - Vencedor d'una etapa a la Volta a Turíngia
- 2013
  -  Campió dels Països Baixos sub-23 en ruta
  -  Campió dels Països Baixos sub-23 en contrarellotge
  - 1r a la Ster van Zwolle
  - 1r a la Dorpenomloop Rucphen
  - 1r a l'Olympia's Tour i vencedor d'una etapa
  - 1r a la Volta a Turíngia
  - 1r a l'Omloop van de Glazen Stad
  - Vencedor d'una etapa al Tour de Bretanya
- 2014
  - 1r a la Volta a la Gran Bretanya
- 2018
  -  Campió dels Països Baixos de ciclisme en contrarellotge
- 2019
  - Vencedor d'una etapa del Herald Sun Tour
  - Vencedor d'una etapa al Critèrium del Dauphiné
- 2021
  - 1r a l'A través de Flandes
- 2022
  - 1r a la París-Roubaix
- 2023
  -  Campió dels Països Baixos en ruta
  - 1r a l'Omloop Het Nieuwsblad

### Resultats al Giro d'Itàlia
- 2014. Abandona (15a etapa)

### Resultats al Tour de França
- 2015. 147è de la classificació general
- 2016. 91è de la classificació general
- 2017. 77è de la classificació general
- 2019. 46è de la classificació general
- 2020. 59è de la classificació general
- 2021. 54è de la classificació general
- 2022. 32è de la classificació general
- 2023. 42è de la classificació general

### Resultats a la Volta a Espanya
- 2018. No surt (14a etapa)
- 2020. 49è de la classificació general
- 2022. 49è de la classificació general
- 2023. 88è de la classificació general

## Palmarès en pista
- 2014
  -  Campió dels Països Baixos en Madison, amb Yoeri Havik
- 2015
  -  Campió dels Països Baixos en Madison, amb Yoeri Havik